# Die heilige Flamme
Pour plus de détails, voir Fiche technique et Distribution.
Die heilige Flamme est un film américain de William Dieterle et Berthold Viertel, sorti en 1931.
Il s'agit de la version allemande de The Sacred Flame d'Archie Mayo réalisé deux ans auparavant.

## Synopsis
Après que le mari de Stella, nouvellement marié, ait été gravement blessé dans un accident d'avion, lui faisant perdre l'usage de ses jambes, elle s'implique émotionnellement avec son frère.

## Fiche technique
- Titre : Die heilige Flamme
- Réalisation : William Dieterle et Berthold Viertel
- Scénario : Heinrich Fraenkel et Berthold Viertel d'après la pièce de William Somerset Maugham
- Pays d'origine : États-Unis
- Format : Noir et blanc - 1,37:1 - Mono
- Genre : drame
- Date de sortie : 1931

## Distribution
- Gustav Fröhlich
- Dita Parlo
- Hans Heinrich von Twardowski
- Salka Viertel
- Vladimir Sokoloff
- Anton Pointner